# Liste saarländischer Künstler
Die Liste saarländischer Künstler umfasst Künstler, die im Saarland geboren wurden oder die künstlerisch im Saarland wirken oder gewirkt haben. Künstlergruppen und -kooperationen werden nicht aufgeführt. Ziel der Auflistung ist es, dem Nutzer einen Überblick über die saarländische Künstlerszene zu geben sowie einzelne Künstler verifizieren und sie ihrem originären Kunstbereich zuordnen zu können.
Da das heutige Saarland erst mit dem Friedensvertrag von Versailles ab dem Jahr 1920 Vorformen seiner späteren Selbstständigkeit erhielt, sind die in der Liste aufgenommenen Personen als zeitgenössische Künstler einzustufen. Einige wenige, früher im Gebiet des heutigen Saarlandes lebende Künstler (z. B. Elisabeth von Lothringen, Friedrich Joachim Stengel u. a.), sind ihrer Bedeutung wegen ebenfalls aufgeführt.
Die Liste strebt Vollständigkeit an. Aufgenommen werden Künstler, nach Möglichkeit mit ihren Lebensdaten, aus den nachfolgenden Bereichen. Bei der Benennung der einzelnen Bereiche können erklärende Zusätze (Differenzierungen) folgen.
- Bildende Kunst einschließlich Fotografie
- Darstellende Kunst
- Literatur
- Musik
- Architektur

Die Liste soll einen möglichst umfassenden Überblick über die saarländische Künstlerszene geben und einer ersten, grundlegenden Verifizierung einer Person dienen. Für die Aufnahme eines Künstlernamens in die Liste ist das Vorliegen von Relevanz und Rezeption im Kunstdiskurs Voraussetzung, d. h. ein enzyklopädischer Artikel über den Künstler muss nach den Aufnahmekriterien der Wikipedia prinzipiell möglich sein, auch wenn der Artikel noch nicht existiert. Künstler von lediglich lokaler Bedeutung werden nicht aufgeführt.

## A
- Marianne Aatz (1929–2024), Bildende Kunst
- Jörg Abbing (* 1969), Musik (Orgel)
- Marcel Adam (* 1951), Musik (Liedermacher, Chanson)
- Wilhelm Adams, Bildende Kunst
- Diethard Adt (* 1939), Bildende Kunst
- Jürgen Albers (* 1951), Darstellende Kunst (Kabarett), Literatur
- Kirsti Alho (* ≈1962), Musik (Jazzgesang)
- Guido Allgaier (1956–2019), Musik (Gitarre)
- Ernst Alt (1935–2013), Bildende Kunst
- Hanns Altmeier (1906–1979), Bildende Kunst
- Erwin Altpeter (1938–2014), Bildende Kunst
- Thomas Altpeter, Bildende Kunst, Literatur
- Konstantin Ames (* 1979), Literatur
- Gerhard Ammann (1936–2004), Bildende Kunst
- Inge Andler-Laurenz (1935–2018), Bildende Kunst (Bildhauerei)
- Manuel Andrack (* 1965), Autor, Moderator
- David Andres (* 1984), Musik (Jazz-Kontrabass, E-Bass)
- Pasquale d'Angiolillo, Fotografie
- Anne-Karin (* 1948), Musik (Schlager)
- Fedele Antonicelli, Musik (Klavier)
- Paul Antonius (* 1934), Bildende Kunst
- Fritz Arend (1937–1998), Maler, Glasmaler
- François Arnal, Bildende Kunst (Design)
- Fritz Arnold (1883–1921), Bildende Kunst (Malerei, Grafik)
- Edith Aron (1923–2020), Literatur (Schriftstellerin, Übersetzerin)
- Karl Arweiler (1888–1962, Maler)
- Arnfrid Astel (1933–2018), Literatur
- Armin Aussem, Musik (Oboe, Musikpädagogik)
- Tzvi Avni (* 1927), Musik (Komposition)
- Ivan Avoscan, Bildende Kunst (Plastik)

## B
- Jörg Babenschneider (bürgerlicher Name, * 1959), Bildende Kunst → Höök (Künstlername)
- Guido Baehr, Musik (Gesang – Bariton)
- Christel Bak-Stalter (* 1937), Bildende Kunst
- Willi Bambach (* 1959), Bildende Kunst
- Walter Barbian (1919–2005), Fotografie
- Celia Baron, Musik (Saxophon, Jazz)
- Hannelore Baron (1926–1987), Bildende Kunst
- Helmut Barra, Bildende Kunst
- Maria Barra-Wilhelm, Bildende Kunst
- Barbara Barth (* 1983), Jazz (Gesang)
- Oskar Barth (1910–2012), Literatur
- Christian Barthen (* 1984), Musik (Orgel)
- Mario Bartone (* 1968), Musik (9-string E-Bass, Jazz)
- Peter Barrois (1919–1988), Bildende Kunst
- Lino Battiston (* 1953), Musik (Gitarre, Gesang)
- Werner Bauer (1934–2021), Bildende Kunst
- Volker Baumgart (1944–2005), Bildende Kunst (Plastik)
- Bodo Baumgarten (1940–2022), Bildende Kunst (Malerei)
- Julia Baur (* 1964), Bildende Kunst
- Peter Baus (* 1949), Fotografie
- Ehrenhold Beck, Fotografie
- Gerlinde Beck (1930–2006), Bildende Kunst
- Franz Helmut Becker, Bildende Kunst
- Richard Becker, Bildende Kunst
- Tanja Becker-Bender (* 1978), Musik (Geige, Musikpädagogik)
- Carl Johann Becker-Gundahl (1856–1925), Bildende Kunst
- Klaus Behringer (* 1958), Literatur
- Betty Beier, Bildende Kunst (Installation); Fotografie
- Hans Beislschmidt, Darstellende Kunst (Schauspiel, Kabarett)
- Gisela Bell (* 1949), Literatur
- Margot Benary-Isbert (1889–1979), Literatur (Autorin)
- Adolf Bender (1903–1997), Bildende Kunst
- Hein Bender (1920–1987), Bildende Kunst
- Sebastian Benetello, Musik (Orgel)
- Brigitte Benkert, Bildende Kunst
- Wolfgang Benki, Musik (Gesang – Rock, Schlager)
- Fritz Berberich (1909–1990), Bildende Kunst (Malerei)
- Marcella Berger (* 1954), Literatur
- Julian Bergheim (* 1979), Bildende Kunst (Neue Medien)
- Klaus Bernarding (1935–2022), Literatur
- Gabriele Bernstein, Darstellende Kunst (Theater, Kabarett)
- Walter Bernstein (1901–1981), Bildende Kunst
- Francis Berrar (* 1954), Bildende Kunst
- Silvia Bervingas, Darstellende Kunst (Schauspiel)
- Martin Bettinger (* 1957), Literatur (Autor)
- Thomas Betz, Musik (Klavier)
- Anton Betzner (1895–1976), Literatur
- Charlie Bick, Darstellende Kunst (Straßentheater, Impresario)
- Katharina Bihler (* 1966), Darstellende Kunst (Hörspiel, Performance)
- Dietmar Binger (* 1941 in Königsberg), Bildende Kunst; Fotografie[1]
- Christian von Blohn (* 1963), Musik (Orgel, Chorleitung)
- Thomas Blug (* 1966), Musik (Rockgitarre)
- Monika von Boch (1915–1993), Fotografie
- Hilde Bock, Bildende Kunst
- Gerd Boder (1933–1992), Musik
- Oscar Bodin, Bildende Kunst (Plastik)
- Arvid Boecker (* 1964), Bildende Kunst (Malerei, Grafik)
- Marie-Laure und Rüdiger Boenkost, Musik (Chanson)
- Hans Bogler, Bildende Kunst
- Albert Bohn, Bildende Kunst
- Monika Bohr, Bildende Kunst
- Hans Bollinger (* 1949), Musik (jiddische Musik, Gesang, Gitarre)
- Dominik Bollow (* 1984), Autor
- Harald Boockmann, Fotografie
- Kai Oliver Borchers, Darstellende Kunst (Entertainment, Magie)
- Anne Borg, Musik (Klavier)
- Rudolf Bornschein (1912–1988), Bildende Kunst (Direktor Saarlandmuseum)
- Elisabeth Bosslet, Bildende Kunst
- Jean Boucher, Fotografie
- Klaus Brabänder (* 1955), Literatur
- Ingo Bracke, Bildende Kunst (Lichtinstallationen)
- Angela Branca, Musik (Schlager)
- Theo Brandmüller (1948–2012), Musik (Komposition, Orgel)
- Andreas Brandolini (* 1951), Bildende Kunst (Design); Architektur
- Truck Branss (1926–2005), Darstellende Kunst (Fernsehregie)
- Edith Braun (1921–2016), Literatur (saarländische Mundartspezialistin)
- Walter Braun, Bildende Kunst (Grafik)
- Anneliese Braunmüller, Bildende Kunst (Design)
- Barbara Bredow (* 1937), Bildende Kunst
- Kilian Breier (1931–2011), Bildende Kunst, Fotografie
- Benno Breyer (1939–2013), Bildende Kunst (Künstler, Kunstpädagoge)
- Jürgen Brill (* 1966), Musik (Klarinette, Klavier, Liedermacher), Darstellende Kunst (Kabarett)
- Günter Brockhoff, Bildende Kunst
- Ruth Ricarda Bruch, Literatur (Lyrik)
- Eduard Brunner (1939–2017), Musik (Klarinette, Musikpädagogik)
- Martin Buchhorn (* 1944), Literatur, Darstellende Kunst (Fernsehregie)
- Nina Buchmann, Musik (Klavier)
- Rosemarie Bühler-Fey, Musik (Gesang, Musikpädagogik)
- Axel Büttner, Bildende Kunst
- Gerhard Bungert (1948–2025), Literatur
- Heinz Burg, Bildende Kunst
- François Burkhard, Bildende Kunst
- Erich Buschle (1901–1991), Bildende Kunst
- Helmut Butzbach (1938–2016), Bildende Kunst

## C
- Vanessa Calcagno (* 1985), Musik (Gesang – klassische Musik)
- Ingrid Caven (* 1938), Musik (Gesang), Darstellende Kunst (Schauspiel)
- Cindy & Bert (Bert 1945–2012, Cindy * 1948), Musik (Schlager)
- Fritz Claus (1885–1956), Bildende Kunst (Bildhauerei)
- Claus Dieter Clausnitzer (* 1939), Darstellende Kunst (Schauspieler)
- August Clüsserath (1899–1966), Bildende Kunst
- Helmut Collmann (1918–1996), Bildende Kunst
- Werner Constroffer (* 1949), Bildende Kunst
- Francesco Cottone, Musik (Rock-Pop <Gesang>, Jazz-Pädagogik)
- Maria Croon (1891–1983), Literatur
- Bernhard Cullmann (1903–1977), Bildende Kunst

## D
- Hans Dahlem (1928–2006), Bildende Kunst
- Will Danin (1942–2025), Schauspieler
- Michael Dartsch (* 1964), Musik (Violine, Musikpädagogik)
- Otto Daubner, Musik (Gesang – lyrischer Bariton, seit 1978/79 am Saarländischen Staatstheater engagiert.)
- Sofie Dawo (1926–2010), Bildende Kunst (Textiles Gestalten, Kunstpädagogik)
- DCVDNS (* 1988), Musik (Rapper)
- Karl Debus, Bildende Kunst
- Günther Decker (1912–1945, in den Kämpfen um Stargard verschollen), Bildhauer
- Peter Decker (1957–2003), Musik (Jazz-Saxophon)
- Klaus Peter Dencker (1941–2021), Literatur, bildende Kunst, Film
- Eugen Hermann von Dedenroth (1829–1887), Schriftsteller
- Jochen Dewerth, Bildende Kunst
- Burkhard Detzler (* 1961), Bildende Kunst
- Helmut Deutsch (* 1963), Musik (Orgel, Musikpädagogik)
- Ulrike Dierick, Musik (Violine, Musikpädagogik)[2]
- Heinz Diesel, Bildende Kunst
- Liesbet Dill (1877–1962), Literatur
- Nikola Dimitrov (* 1961), Bildende Kunst
- Manfred Dings (* 1960), Musik (Musiktheorie, Musikpädagogik)
- Marlen Dittmann, Bildende Kunst (Architektur)
- Rolf Dommisch, Musik (Cello, Musikpädagogik)
- Marguerite Donlon (* 1966), Darstellende Kunst (Ballett, Tanz)
- Suzanne Dowaliby (* 1965), Darstellende Kunst (Musical)
- Andreas H. Drescher (* 1962), Literatur
- Johann August Drescher (1896–1952), Darstellende Kunst (Schauspiel)
- Johannes Driessler (1921–1998), Musik
- Brigitte Dryander (1920–1997), Darstellende Kunst (Staatsschauspielerin, Regisseurin)
- Johann Friedrich Dryander (1756–1812), Bildende Kunst (Malerei)
- Gerd Dudenhöffer (* 1949), Darstellende Kunst (Kabarett)
- Vincent Dubois (* 1980), Musik (Orgel, Musikpädagogik)
- Thomas Duis (* 1958), Musik (Klavier, Musikpädagogik)
- Barbara Dunkel, Musik (Chanson), Darstellende Kunst (Musikkabarett)
- Rolf Duroy, Bildende Kunst (Plastik)
- Durrang Joachim (Schriftsteller)

## E
- Richard Eberle (1918–2001), Bildende Kunst
- Dennis W. Ebert, Musik (Kinderlieder u. Musicals)
- Susan Ebrahimi, Musik (Gesang, Chanson)
- Christopher Ecker (* 1967), Literatur (Prosa, Lyrik, Übersetzung, Literaturkritik)
- Peter Eckert, Literatur
- Tarek Ehlail (* 1981), Filmregisseur
- Horst von Ehr, Bildende Kunst
- Gerd Peter Eich, Bildende Kunst
- Gabriele Eickhoff, Bildende Kunst
- Helmut Eisel (* 1955), Musik (Klezmer, Jazz-Klarinette)
- Elisabeth von Lothringen (1395–1456), Literatur
- Stefan Engelmann, Musik (Kontrabass – Jazz, Klezmer)
- Ruth Engelmann-Nünninghoff (1915–2016), Bildende Kunst
- Bernhard Engert, Bildende Kunst
- Jo Enzweiler (* 1934), Bildende Kunst (Malerei, Kunstpädagogik)
- Joshua Epstein (* 1940), Musik (Violine, Musikpädagogik)
- Leo Erb (1923–2012), Bildende Kunst (Malerei, Plastik)
- EstA (* 1988), Musik (Rapper)
- Michael Ewig (* 1964), Sänger, Schauspieler, Musicaldarsteller, Firmengründer H.O.P. (Tanzprojekt)

## F
- Will Faber, Bildende Kunst
- Frank Farian (1941–2024), Musik (Songwriter, Impresario)
- Claudio Favari, Musik (Jazz-Gitarre, Gesang)
- Elmar Federkeil, Musik (Jazz-Schlagzeug)
- Isabelle Federkeil, Bildende Kunst (Bildhauerei)
- Carsten Feil, Bildende Kunst (Zeichnung)
- Andreas Feith (* 1987), Musik (Jazz-Piano)
- Ruth von Fickinger-Rüden, Bildende Kunst
- Eberhard Fiebig (* 1930), Bildende Kunst (Plastik)
- Ludwig Finscher (1930–2020), Musik (Musikpädagogik, Historische Musikwissenschaft)
- Robert Fischer, Fotografie; Bildende Kunst
- Bernhard Focht, Architektur
- Martin Folz, Musik (Orgel, Gesang, Chorleitung)
- Alfons Fontaine, Bildende Kunst
- Victor Fontaine, Bildende Kunst (Grafik, Malerei)
- Georg Fox (* 1949), Literatur, Bildende Kunst (Druckgrafik)
- Edvard Frank (1909–1972), Bildende Kunst (Malerei)
- Heiner Franz (* 1946), Musik (Jazz-Gitarre, Produzent)
- Peter Frantzen, Bildende Kunst
- Gerhard Freese (1923–2001), Architektur[3]
- Clothilde Freichel-Baltes, Bildende Kunst (Malerei, Grafik)
- Martial Frenzel (* 1985), Musik (Jazz-Schlagzeug)
- Horst Friedrich, Musik (Gesang, Gitarre, Bass, Klavier)
- Christof Frisch, Bildende Kunst
- Felicitas Frischmuth (1930–2009), Literatur
- Ekkehardt Fritzsch, Musik (Bratsche)
- Gerd Fuchs (1932–2016), Literatur (Schriftsteller)
- Albert Fürst (1920–2014), Bildende Kunst
- Siegfried Fürstenberg (1810–1887), Bildende Kunst (Malerei)

## G
- Else Gabriel, Bildende Kunst (Multimedia)
- Irwin Gage (1939–2018), Musik (Klavier, Musikpädagogik)
- Galli (* 1944), Bildende Kunst
- Martin Galling (* 1935), Musik (Klavier, Kammermusik, Musikpädagogik)
- Hanne Garthe, Fotografie
- Wilhelm Gattinger (1861–1927), Bildende Kunst (Malerei)
- Ro Gebhardt (* 1963), Musik (Jazz-Gitarre)
- Genetikk, Musik (HipHop-Crew)
- Dietfried Gerhardus (1938–2022), Bildende Kunst (Kunstphilosophie, Kunstästhetik)
- Günter Georgi, Fotografie
- Ernst Germer (1901–1987), Bildende Kunst (Malerei, Grafik, Kunstpädagogik)
- Martha Germer-Müller, Musik (Klavier, Musikpädagogik)
- Walter Gieseking (1895–1956), Musik (Klavier, Musikpädagogik)
- Wolf Giloi, Musik (Klavier, Chanson), Darstellende Kunst (Musikkabarett)
- Raimund Gilvan (1934–2023), Musik (Gesang, Musikpädagogik)
- Hans Glawe, Bildende Kunst (Plastik)
- Bernd Glemser (* 1962), Musik (Klavier, Musikpädagogik)
- GLIAUGIR, Bildende Kunst (Zeichner, Maler, Kurator divers. Künstlersymposien)
- Siegbert Gölzer (1934–1986), Bildende Kunst (Design)
- Andreas Göpfert (* 1947), Musik (Chorleitung, Musikpädagogik)
- Peter Goergen, Literatur
- Nora-Eugenie Gomringer (* 1980), Bildende Kunst, Literatur (Performance, Poetry Slam)
- Johann Wolfgang Gorius (1932–2003), Bildende Kunst
- Ute Gortner, Bildende Kunst (Grafik)
- Louis Théodore Gouvy (1819–1898), Musik (Komposition)
- Henry Gowa (1902–1990), Bildende Kunst
- Arno Jos Graf, Darstellende Kunst (TV-Regie, „Tatort“ u. a.)
- Sabine Graf (* 1962), Literatur
- Markus Gramer (* 1963), Bildende Kunst (Malerei, Graphik)
- Magdalena Grandmontagne (* 1950), Bildende Kunst (Malerei, Skulptur)
- Hans-Jürgen Greif (* 1941), Schriftsteller
- Fritz Grewenig (1891–1974), Bildende Kunst
- Leo Grewenig (1898–1991), Bildende Kunst
- Fritz Griem, Musik (Klavier, Musikpädagogik)
- Jörg W. Gronius (* 1952), Literatur (Roman, Essay, Drama, Lyrik)
- Dietmar Gross (* 1957), deutscher Maler und Zeichner des phantastischen Realismus
- Gaetano Gross (* 1959), Bildende Kunst (Malerei)
- Volkmar Gross (1927–1992), Bildende Kunst
- Wolfgang Gross-Mario (1929–2015), Bildende Kunst (Bildhauerei, Malerei)
- Georg Grün (* 1960), Musik, (Chorleitung)
- Karlheinz Grünewald, Bildende Kunst
- Thomas Gruber (* 1951), Bildende Kunst
- Heidrun Günther, Bildende Kunst (Plastik, Malerei, Zeichnung)
- Manfred Güthler (1927–2024), Bildende Kunst
- Alfred Gulden (* 1944), Literatur, Musik (Liedermacher), Darstellende Kunst (Filmemacher)

## H
- Fritz Hackspiel (1896–1973), Musiker, Komponist, Pianist und Maler
- Hanno Haag (1939–2005), Musiker und Komponist
- Helmut Haag, Musik (Violine)
- Sigrid Haag, Bildende Kunst
- Bettina van Haaren (* 1961), Bildende Kunst
- Albert Haberer (1933–2020), Bildende Kunst (Malerei, Kunstpädagogik)
- Horst Gerhard Haberl, Bildende Kunst (Kunsthistorie, Kunstpädagogik)
- Richard Häusser, Bildende Kunst
- Marcus Hammerschmitt (* 1967), Literatur
- Xiao-Ming Han, Musik (Horn, Kammermusik, Musikpädagogik)
- Audrey Hannah (* 1982), Popsängerin und Moderatorin
- Ulrike Hansen, Bildende Kunst
- Anja Hantelmann, Bildende Kunst (Malerei)
- Karl Hanus (1927–2013), Architektur
- Ludwig Harig (1927–2018), Literatur
- Anne Haring, Bildende Kunst
- Wolfgang Harrer (* 1967), Musik (Kontrabass, Musikpädagogik)
- Klaus Harth, Bildende Kunst
- Erich Hartmann (Chormusikdirektor), (1911–2007), Musik (Chorleitung)
- Hiltrud Hartmann, Bildende Kunst
- Daniel Hausig (* 1959), Bildende Kunst (Malerei, Lichtkunst)
- Thorsten Havener (* 1972), Darstellende Kunst (Zauberei, Mentalist)
- Dieter Thomas Heck (1937–2018), Darstellende Kunst (Entertainment, Moderation)
- Peter Hedrich (* 1993), Musik (u. a. Jazz)
- Bianca Hein (* 1975), Darstellende Kunst (Schauspiel)
- Dieter Heinz (1930–2017), Bildende Kunst (Architektur, Kunstgeschichte)
- Markus Heitz (* 1971), Literatur (Fantasy)
- Eugen Helmlé (1927–2000), Literatur (Schriftsteller, literarische Übersetzungen)
- Marta Hemkemeier, Musik (Violine)
- Günther Herbig (* 1931), Musik (Orchesterleitung)
- Axel Herzog (1944–2010), Literatur
- Rudolf Hesse (1871–1944), Bildende Kunst (Malerei, Grafik, Karikatur)
- Hilde Hetzler, Bildende Kunst
- Georg Heusel (1921–2014), Deutscher Architekt
- Mark Heydrich, Literatur (Poetry Slam)
- Oswald Hiery, Bildende Kunst (Bildhauerei)
- Nora Hildebrandt-Miersen, Bildende Kunst
- O.W. Himmel (* 1967), Bildende Kunst
- Doris Hinzen-Röhrig (* 1951), Bildende Kunst (Malerei, Zeichnung)
- Karl Hock, Bildende Kunst (Malerei, Grafik)
- Alice Hoffmann (* 1951), Darstellende Kunst (Schauspiel, Kabarett)
- Gunther Hoffmann, Musik (Orgel, Musikpädagogik)
- Richard Hoffmann (* 1930), Bildende Kunst (Bildhauerei, Malerei, Grafik)
- Heinz Hoffmeister (1851–1894), Bildende Kunst (Bildhauerei, Malerei)
- Hans Peter Hofmann, Musik (Violine, Musikpädagogik)[4]
- Oskar Holweck (1924–2007), Bildende Kunst (Malerei, Grafik, Objekte, Kunstpädagogik)
- Tanja Holzer-Scheer, Bildende Kunst
- Georg-Friedrich Hoppstädter, Bildende Kunst (Malerei, Grafik)
- Horst Hübsch (1952–2001), Bildende Kunst
- Christel Hülshoff, Bildende Kunst
- Harald Hullmann, Bildende Kunst (Design)
- Leslie Huppert, Bildende Kunst
- Wolfram Huschens (1921–1989), Bildende Kunst (Malerei, Grafik, Objekte)
- Hans Husel, Bildende Kunst (Grafiker, Objektemacher)
- Günther Hussong (* 1948), Literatur, Darstellende Kunst (Kleinkunst)
- Karl Hussong, Bildende Kunst
- Hans Huwer, Bildende Kunst (Malerei, Grafikdesign)

## I
- Joachim Ickrath (* 1940), Bildende Kunst
- Barbara Ikas, Musik (Gesang, Klavier)
- Carolin Isele-Schmidt, Bildende Kunst
- Marcus Imbsweiler (* 1967), Schriftsteller

## J
- Farouk Jlassi (20. Februar 1991), Selbst Darstellender Künstler (Produzent, Sänger/Rapper, Liederschreiber)[5]
- Noureddin Jaafar, Bildende Kunst (Medien-Design)
- Manfred Jacobs, Literatur
- Ulrike Jacobs, Literatur
- Detlef Jacobsen, Darstellende Kunst (Schauspiel, Musikpädagogik, Regie, Dramaturgie)
- Volker C. Jacoby (* 1948), Literatur und Musik (Kabarett, Gesang, Rezitation, Entertainment, Moderation)
- Herbert Jagst (1956–2000), Musik (Klezmer, Jazz-Kontrabass)
- Edgar Jené (1904–1984), Bildende Kunst
- Holger Janes, Musik (Rock-Pop, E-Bass)
- Nicole Johänntgen (* 1981), Musik (Jazz-Saxofon)
- JOMI (1952–2025), Darstellende Kunst (Pantomime)
- Ralf de Jong (* 1973), Bildende Kunst (Visuelle Kommunikation)
- Robby Jost, Musik (Folk, Blues, Jazz, Mitglied von Marx Rootschilt Tillermann)
- Franz Juncker, Bildende Kunst
- Hermann Theophil Juncker (* 1929), Bildende Kunst
- Karl-Otto Jung (* 1938), Bildende Kunst (Malerei, Grafik)
- Petra Jung, Bildende Kunst
- Patrick Jungfleisch (* 1975) (bürgerlicher Name) → Reso

## K
- Ellen Kärcher, Musik (Gesang), Darstellende Kunst (Musical)
- Wollie Kaiser (* 1950), Musik (Jazz, Klarinette, Saxophon)
- Jone Kaliunaite, Musik (Bratsche, Musikpädagogik)
- Toshiyuki Kamioka (* 1960), Musik (Komposition, Klavier, Violine, Musikpädagogik)
- Alexander Karle (* 1978), Bildende Kunst
- Seishi Katto, Bildende Kunst
- Vera Kattler, Bildende Kunst
- Rudolf Kaster (1914–2003), Bildende Kunst
- Jonas Kaufmann (* 1969), Musik (Gesang – Tenor)
- Mara Kayser (* 1966), Musik (Schlager)
- Klaus Kehrwald (1959–2009), Bildende Kunst
- Julia Keller (* 1940), Bildende Kunst
- Gerhard Keller (1937–2012), Musik (Chorleitung)
- Uwe Keller (* 1962), Darstellende Kunst
- Manfred Kelleter, Bildende Kunst
- Wolfgang Kellmeyer Musiker, Komponist
- Anni Kenn-Fontaine, Bildende Kunst
- Ullrich Kerker, Bildende Kunst (Druckgrafik)
- Wolfgang Kermer (* 1935), Bildende Kunst (Kunstgeschichte, Kunstpädagogik)
- Günter Kerner, Bildende Kunst
- Sven Kerschek (* 1973), Musik (Gitarre, Bass)
- Alexandra Kertz-Welzel (* 1970), Musik (Musikpädagogik, Musikdidaktik, Klavier)
- Siegfried Kessler (1935–2007), Musik (Jazz-Piano, Komposition)
- Ursel Kessler (* 1944), Bildende Kunst (Malerei, Grafik)
- Albert Kettenhofen, Bildende Kunst
- Hermann Keuth (1888–1974), Bildende Kunst
- Eberhardt Killguss, Bildende Kunst (Plastik)
- Seiji Kimoto (1937–2022), Bildende Kunst (Malerei, Grafik, Objekte)
- Willi Kirchen, Bildende Kunst
- Otto Kirsch (1923–2007), Malerei, Bildhauerei
- Johannes Kirschweng (1900–1951), Literatur
- Bernd Kissel (* 1978), Bildende Kunst (Zeichnung, Comics, Zeichentrickfilm)
- Wolfgang Klauke, Fotografie
- Karin Klee, Literatur
- Alfons Klein (* 1935), Literatur
- Alisa Klein (* ≈1990), Musik (Jazz-Posaune)
- Ly Klein (1898–1968), Bildende Kunst
- Boris Kleint (1903–1996), Bildende Kunst
- Peter Kleiß (* 1949), Musik (Jazz-Saxophon), Darstellende Kunst (Moderation)
- Juma Kliebenstein, Literatur (Kinderbuchautorin)
- Waleri Klimow (1931–2022), Musik (Violine, Musikpädagogik)
- Stefan Klinkhammer, Musik (Arrangement, Produzent)
- Wilhelm Knapp, Bildende Kunst
- Sibylle Knauss (* 1944), Literatur
- Ingeborg Knigge, Fotografie
- Bettina Koch (* 1959), Darstellende Kunst (Schauspiel, Kabarett)
- Felix Koch (* 1969), Musik (Cello, Chor- und Orchesterleitung, Musikpädagogik)
- Wolfram Koch, Musik (Block- und Traversflöte, Musikpädagogik)
- Christel Koch-Ries, Musik (Klavier)
- Anton Köhl, Bildende Kunst (Malerei)
- Fritz Koelle (1895–1953), Bildende Kunst (Bildhauerei)
- Elisabeth Koelle-Karmann (1890–1974), Bildende Kunst
- Gero Koellmann, Bildende Kunst
- Georg W. Költzsch (1938–2005), Bildende Kunst (Direktor Saarlandmuseum)
- Helga Koen, Bildende Kunst (Naive Malerei)
- Gertrud Kohl, Darstellende Kunst (Schauspiel)
- Natalie Kolaric, Bildende Kunst (Malerei, Performance)
- Ulrike Kolb (* 1942), Literatur (Erzählung, Roman)
- Heinrich Konietzny (1910–1983), Musik
- Leo Kornbrust (1929–2021), Bildende Kunst (Bildhauerei, Kunstpädagogik)
- Arthur Kossow, Bildende kunst
- Jonny Kowa [bürgerl. Name: Wolfgang Kowatsch (1926–2005)], Musik (Klavier, Jazz)[6]
- Jochen Krämer (1964–2009), Musik (Schlagzeug)
- Lothar Krämer, Bildende Kunst
- Thomas Krämer (* 1952), Musik (Musiktheorie, Musikpädagogik)
- Leo Krämer (* 1944), Musik (Orchesterleitung, Orgel, Musikpädagogik)
- Lukas Kramer (1941–2025), Bildende Kunst
- Michael Krämling, *1951, zeitgenössischer Maler
- Manuel Krass (* 1988), Musik (Piano)
- Heinrich Kraus (1932–2015), Literatur
- Clemens Kremer (1930–2000), Musik
- Karin Kremer (1939–2019), Bildende Kunst
- Katharina Krenkel (* 1966), Bildende Kunst
- Friedrich Heinrich Ludwig Krevel, Bildende Kunst (Malerei)
- Michael Kreutzer (* 1952), Darstellende Kunst (Pantomime)
- Claus Krisch, Musik (Jazz-Piano)
- Christina Kubisch (* 1948), Bildende Kunst (Neue Medien)
- Alex Kuhn (1930–2001), Maler und Zeichner[7]
- Johannes Kühn (1934–2023), Literatur
- Monika Künzel, Bildende Kunst
- Karl Kunz (1905–1971), Bildende Kunst
- Indra Kupferschmid (* 1973), Bildende Kunst (Kommunikationsdesign)
- Wilhelm-Alois Kurz (* 1936), Bildende Kunst (Malerei, Plastik)
- Bert Kussani, Darstellende Kunst (Puppentheater)
- Gabi Kussani, Darstellende Kunst (Puppentheater)
- Reiner Kuttenberger, Musik (Saxophon, Klarinette) Jazz, Klassik, Weltmusik, Klezmer
- Roger Kirsch, Bildende Kunst

## L
- Otto Lackenmacher (1927–1988), Bildende Kunst (Malerei, Grafik)
- Margret Lafontaine, Bildende Kunst (Malerei, Plastik)
- Petra Lamy (* 1961), Musik (Gesang, Chanson & Jazz); Darstellende Kunst (Schauspiel, Regie)
- Gabriele Langendorf (* 1961), Bildende Kunst (Malerei, Zeichnung)
- Heinz Maria Lauer (1924–2014), Bildende Kunst (Malerei)
- Nikolaus Lauer (1753–1824), Bildende Kunst (Malerei)
- Charly Lehnert (1938–2025), Literatur (Buchautor), Bildende Kunst (Verlagswesen, Grafik)
- Ute Lehnert (1938–2018), Bildende Kunst (Malerei)
- Volker Lehnert (* 1956), Bildende Kunst
- György Lehoczky (1901–1979), Bildende Kunst, Architektur
- Harry Leid, Bildende Kunst (Plastik)
- Annegret Leiner (* 1941), Bildende Kunst
- Bernhard Leonardy (* 1963), Musik (Orgel)
- Eva Maria Leonardy, Musik (Gesang, Musikpädagogik)
- Robert Leonardy (* 1940), Musik (Klavier, Musikpädagogik)
- Sandra Leupold, Darstellende Kunst (Regie)
- Martin Leutgeb (* 1966), Darstellende Kunst (Schauspiel)
- Maurice van Lieshout, Musik (Klavier, Blockflöte, Musikpädagogik)
- Bernd Lindemann (* 1934), Literatur
- Jutta Lindner, Darstellende Kunst (Kabarett), Literatur, Bildende Kunst (Karikatur)
- Horst Linn (* 1936), Bildende Kunst (Bildhauerei, Grafik, Kunstpädagogik)
- Frank Lion, Darstellende Kunst (Schauspiel, Kindertheater)
- Joachim Lischke (1923–2014), Fotografie
- Jolande Lischke-Pfister (1932–2019), Bildende Kunst (Malerei, Bildhauerei)
- Stefan Litwin (* 1960), Musik (Klavier, Musikpädagogik)
- Günter Litwinschuh (* 1942), Bildende Kunst (Mail-art)
- Uwe Loebens, Bildende Kunst
- Hans-Walter Lorang, Literatur und Musik (moselfränkischer Mundart-Autor und -Liedermacher)
- Peter Lorson (1897–1954), Literatur
- Dieter Lott, Fotografie
- Johann Ludwig Lucius, Bildende Kunst (Malerei)
- Helmut Ludwig, Fotografie
- Jean Lurçat (1892–1966), Bildende Kunst (Malerei, Grafik)
- André Luy (1927–2005), Musik (Orgel, Musikpädagogik)

## M
- Jochen Maas, Bildende Kunst (Action, Performance, Event)
- Markus Maas, Bildende Kunst (Kostümbildner)
- Bernadette Mac-Nelly (1920–2002), Bildende Kunst (Malerei)
- Christiane Maether (* 1941), Bildende Kunst
- Rudi Mahall (* 1966), Musik (Bassklarinette, Jazz)
- Michael Mahren, Bildende Kunst (Maler, Grafiker)
- Ivica Maksimovic (* 1953), Bildende Kunst (Kommunikationsdesign)
- Fritz Maldener (1935–2011), Musik (Klavier, Jazz)
- Madeleine Mangold, Bildende Kunst
- Marion Mangold, Bildende Kunst
- Johann Christian von Mannlich (1741–1822), Bildende Kunst, Architektur
- Wilfried Maret (* 1940), Bildende Kunst
- Marie-Laure und Rüdiger, Musik → Marie-Laure und Rüdiger Boenkost
- Peter Maronde (1939–1991), Musik (Schlager), Darstellende Kunst (Rundfunk-Moderation, Schauspiel)
- Nicola Marschall (1829–1917), Bildende Kunst (Porträtmaler)
- Klaus Martens (* 1944), Literatur (Lyrik, Übersetzung)
- Norbert Martin, Bildende Kunst
- Ellen Marx (1939–2023), Bildende Kunst (Malerei)
- Michael Marx, Musik (Folk, Blues, Jazz, Mitglied von Marx Rootschilt Tillermann)
- Christoph Marzi (* 1970), Literatur (Roman)
- Frans Masereel (1889–1972), Bildende Kunst (Malerei, Grafik)
- Stephan Mathieu (* 1967), Musik (Klangkunst, Installation)
- Madlin Mattke, Darstellende Kunst (Schauspiel, Pantomime)
- Anne-Karin Mayer (* 1948), Musik (Schlager)
- Wolf Mayer (* 1956), Musik (Jazz-Piano, Komposition, Musikpädagogik)
- Thomas Meier-Castel (1949–2008), Bildende Kunst
- Monika Meier-Speicher, Bildende Kunst
- Edouard Menkès, Architektur
- Kristin Merscher (* 1961), Musik (Klavier, Musikpädagogik)
- Max Mertz (1912–1981), Bildende Kunst
- Hans-Jürgen Merziger, Literatur (literarische Rezitation)
- Lothar Meßner (1926–2019), Bildende Kunst
- Christiane Mewes, Bildende Kunst (Grafik)
- Thomas Max Meyer, Darstellende Kunst (Schauspiel), Musik (Musiktheater, Musikpädagogik)
- Jean Micault (1924–2021), Musik (Klavier, Musikpädagogik)
- Karl Michaely (1922–2007), Bildende Kunst
- Hans Mittermüller, Musik (Jazz-Percussion)
- Franz Mörscher (1931–2018), Bildhauerei, Maler, Mosaikkünstler, Fotografie, Sachbuchautor
- Tatevik Mokatsian, Musik (Klavier, Musikpädagogik)
- Eugen Motsch (1932–2003), Literatur (Mundartdichtung, Heimatdichtung)
- Emil Mrowetz (1913–2007), Bildende Kunst (Malerei, Bildhauerei, Grafik)
- Christoph Mudrich (1960–2019), Musik (Jazz-Piano, Bigband-Leader)
- Eva Maria Mudrich (1927–2006), Literatur, Hörspiel
- Hans-Joachim Müller (* 1947), Bildende Kunst
- Johannes Müller (* 1981), Musik (Jazz, Saxophon)
- Karl Christian Müller (1900–1975), Literatur
- Werner Müller-Bech (1931–2023), Musik (Klavier, Musikpädagogik)
- Michael Müller-Kasztelan (* 1981), Musik (Gesang, Tenor)
- Mia Münster (1894–1970), Bildende Kunst (Malerei)
- Ute Münz, Darstellende Kunst (Schauspiel, Schauspielpädagogik)

## N
- Adolf Erwin Nass, Bildende Kunst
- Kevin Naßhan (* 1992), Musik (Jazz)
- Fritz Nehmert (1903–1990), Bildende Kunst
- Wolfgang Nestler (* 1943), Bildende Kunst
- Liselotte Netz-Paulik, Bildende Kunst (Bildhauerei)
- Till Neu (* 1943), Bildende Kunst
- Jens Neufang (* 1960), Musik (Jazz, aber zunächst auch Klassik)
- Andrea Neumann (1969–2020), Bildende Kunst
- Hannes Neuner (1906–1978), Bildende Kunst
- Eve Neuner-Kayser, Bildende Kunst
- Hans Nicola (1910–1976), Fotografie, Bildende Kunst (Malerei, Grafik)
- Nicole (* 1964), Musik (Schlagersängerin)
- Relinde Niederländer, Literatur
- Frank Nimsgern (* 1969), Musik (Klavier, Gitarre, Komposition)
- Siegmund Nimsgern (* 1940), Musik (Wagner-Bariton)
- Bernd Nixdorf (* 1961), Literatur
- Karlheinz Noblé (1925–2008), Darstellende Kunst (Schauspieler, Theaterintendant)
- Kaori Nomura (* ≈1982), Musik (Jazz, aber auch Klassik und Rock)
- Jörg Nonnweiler, Musik (Komposition, Musiktheorie, Musikpädagogik)
- Nyze (* 1981), Musik (Rapper)

## O
- Fred Oberhauser (1923–2016), Literatur
- Helmuth Oberhauser, Bildende Kunst
- Stephan Oberhauser, Bildende Kunst
- Arnulf Ochs, Musik (Jazz-Gitarre)
- Michaela Odekerken, Bildende Kunst
- Alfred Östereich, Bildende Kunst
- Bernd Oezsevim (* 1980), Musik (Jazz-Schlagzeug)
- Aloys Ohlmann (1938–2013), Bildende Kunst
- Alfred Erwin Ohnesorg, Bildende Kunst
- Sigrún Ólafsdóttir (* 1963), Bildende Kunst (Bildhauerei)
- Heinz Oliberius (1937–2001), Bildende Kunst (Bildhauerei)
- Max Ophüls (1902–1957), Darstellende Kunst (Filmregie)
- Hartmut Oßwald (* 1964), Jazz- und Improvisationsmusiker

## P
- Christian Pabst (* 1984), Musik (Jazzpiano, Komposition)
- Gaby Pas-Van Riet, Musik (Flöte, Musikpädagogik)
- Gerhard Pauly, Musik (Musikpädagogik)
- Alois Peitz (* 1932), Architektur
- Florian Penner (* 1974), Musik (Kontrabass, E-Bass)
- Boris Penth (* 1950), Autor, Regisseur, Filmproduzent
- Ralf Peter (* 1968), Musik (Sänger), Darstellende Kunst (Oper, Schauspiel)
- Ingrid Peters (* 1954), Musik (Sängerin), Darstellende Kunst (Schauspiel)
- Alfred Petto (1902–1962), Literatur
- Eric Philippi (* 1997), Musik
- Wolfgang Pietrzok (* 1949), Fotografie
- Karl Kaspar Pitz (1756–1795), Bildende Kunst (Landschafts- u. Porträtmalerei)
- Auguste Pop-Peutsch, Bildende Kunst
- Siegfried Pollack (1929–2018), Bildende Kunst
- Max Pommer (* 1936), Musik (Orchesterleitung, Musikpädagogik)
- Heinrich Popp (* 1944), Bildende Kunst (Grafik-Design, Kunstpädagogik)
- Christoph Poppen (* 1956), Musik (Violine, Orchesterleitung)
- Diemund Poppen, Musik (Viola, Musikpädagogik)
- Andreas Puhl, Musik (Klavier)
- Mathias Prause (* 1977), Film (Kamera)

## R
- Peter Raacke (1928–2022), Bildende Kunst (Industriedesign)
- Christoph Rammacher, Bildende Kunst
- Herman Rarebell (* 1949), Musik (Rockmusik – Schlagzeug)
- Werner Rauber, Fotografie
- Dirk Rausch, Bildende Kunst
- Kerstin Rech (* 1962), Literatur (Krimi, Hörspiel)
- Gustav Regler (1898–1963), Literatur
- Helmut Reichmann, Bildende Kunst
- Werner Reinert (1922–1987), Literatur
- Margit Reinhard-Hesedenz, Darstellende Kunst (Schauspiel Sprecherziehung, Pädagogik)
- Horst Reinsdorf (* 1947), Bildende Kunst
- Axel Reiß, Bildende Kunst
- Jürgen Reitz, Darstellende Kunst (Schauspiel)
- Lukas Reidenbach, Musik (Kontrabass, E-Bass; Jazz)
- Hermann Remy, Bildende Kunst
- Reso (bürgerlicher Name: Patrick Jungfleisch) (* 1975), Bildende Kunst (Graffiti)
- Klaus Riefer, Bildende Kunst (Malerei, Großflächenmalerei)
- Max Riefer (* 1983), Musik, (Percussionist)
- Rolf Riehm (* 1937), Musik
- Karl Erich Riemann, Bildende Kunst
- Volker Ries, Bildhauer
- Gertrud Riethmüller, Bildende Kunst (Neue Medien)
- Walter Rilla (1894–1980), Darstellende Kunst (Schauspiel)
- Helge Rinck, Bildende Kunst (Produktdesign)
- Philipp Jakob Riotte (1776–1856), Musik (Komposition)
- Holger Ristenpart, Musik (Flöte, Musikpädagogik)
- Karl Ristenpart (1900–1967), Musik (Dirigent)
- Gustav Rivinius (* 1965), Musik (Cello, Musikpädagogik)
- Carl Röchling (1855–1920), Maler
- Manfred Römbell (1941–2010), Literatur
- Michael Röttig, Bildende Kunst (Fotograf)
- Stefan Röttig, Musik (Gesang – Bariton)
- Oskar Röttig, Musik (Kapellmeister)
- Armin Rohr, Bildende Kunst (Grafik, Design)
- Günter Rohrbach (* 1928), Darstellende Kunst (Filmproduzent)
- Christian Rolle, Musik (Klavier, Musikpädagogik)
- Katja Romeyke, Bildende Kunst (Objekt, Zeichnung, Multimedia)
- Sigurd Rompza (* 1945), Bildende Kunst
- Gerdi Rootschilt, Musik (Folk, Blues, Jazz, Mitglied von Marx Rootschilt Tillermann)
- Ulrike Rosenbach (* 1943), Bildende Kunst (Künstlerin, Kunstpädagogin)
- Daniel Roth (* 1942), Musik (Orgel, Musikpädagogik)
- Dirk Rothbrust (* 1968), Musik (Schlagwerk, Komposition)
- Andreas Rothkopf (* 1955), Musik (Orgel, Musikpädagogik)
- Georg Ruby (* 1953), Musik (Jazz-Pianist, Arrangement, Komposition, Jazz-Pädagogik)
- Meike Ruby, Musik (Gesang), Darstellende Kunst (Schauspiel, Tanz)
- Dieter Paul Rudolph (1955–2017), Literatur (Krimi)
- Wolfgang Rübsam (* 1946), Musik (Orgel, Musikpädagogik)
- Gernot Rumpf (1941–2025), Bildende Kunst (Plastik)
- Olaf Rupp (* 1963), Musik (Gitarre)
- Otto Rupp, Bildende Kunst

## S
- Danica Strauss (* 2001), Sängerin/Rapperin und Liederschreiberin
- Rolf Sachsse (* 1949), Bildende Kunst (Design)
- Sandra (* 1962), Musik (Pop-Sängerin)
- Armin Saub, Bildende Kunst (Malerei, Grafik)
- Gero Schäfer (* 1950), Moderator, Entertainer
- Inéz Schaefer (* 1990), Musik (Jazz- und Pop-Gesang, Komposition)
- Barbara Scheck (* 1951), Darstellende Kunst (Schauspiel, Kabarett)
- Amei Scheib (* 1956), Musik (Chorleitung, Gesang, Komposition, Musikwissenschaft)
- Stefan Scheib (* 1965), Musik (Jazz, Kontrabass, Komposition)
- Volker Scheiblich, Bildende Kunst
- Katrin Scherer (* 1977), Musik (Jazz: Saxophon, Klarinette, Flöte, Komposition)
- Marie-Luise Scherer (1938–2022), Literatur (Schriftstellerin)
- Annemarie Scherer-Haßdenteufel (1910–1990), Bildende Kunst
- Hans-Willi Scherf, Bildende Kunst (Malerei, Grafik, Kunstpädagogik)
- Hans Bernhard Schiff (1915–1996), Literatur
- Waltraud Schiffels (1944–2021), Literatur
- Elfriede Schild, Literatur
- Kurt-Josef Schildknecht (* 1943), Darstellende Kunst (Schauspiel, Regie, Intendanz)
- Amby Schillo, Musik (Gesang, Gitarre, Schlagzeug, Mitglied von Marx Rootschilt Tillermann)
- Dagmar Schlingmann (* 1960), Darstellende Kunst (Dramaturgie, Regie, Intendanz)
- Walter Schmeer, Bildende Kunst
- Fritz Ludwig Schmidt, Bildende Kunst (Malerei, Grafik)
- Johann Heinrich Schmidt (1757–1821), Bildende Kunst (Malerei)
- Jutta Schmidt (* 1943), Fotografie
- Martin Schmiddi Schmidt (* 1966), Musik (Mandoline, E-Bass, Label gligg)
- Leo Schmidt (* 1953), Darstellende Kunst (Filmregie)
- Trudeliese Schmidt (1942–2004), Musik (Gesang – Mezzosopran)
- Walter Adolf Schmidt, Fotografie
- Herry Schmitt (* 1957), Musik (Piano)
- Nikolaus Josef Schmitt, Bildende Kunst (Plastik)
- Lucien Schmitthäusler (* 1935), Literatur (Schriftsteller, Übersetzer)
- Johannes Schmitz (* 1987), Musik (Gitarre)
- Anton Adolph Schmoll genannt Eisenwerth (1834–1918), Architektur
- Franz K. Schnei, Bildende Kunst
- Gerhard Schneider, Musik (Klavier, Orchesterleitung, Musikpädagogik)
- Paul Schneider (1927–2021), Bildende Kunst (Bildhauerei)
- Paul Schneider (1920–2002), Musik (Orgel, Musikpädagogik)
- Friedhelm Schneidewind (* 1958), Literatur, Musik
- Ralph Schock (* 1952), Literatur (literarische und journalistische Publikationen)
- Detlev Schönauer (* 1953), Darstellende Kunst (Kabarett), Musik (Klavier)
- Hanns Schönecker (1928–2005), Architektur
- Anne Schoenen, Musik (Chanson)
- Peter Scholl, Musik (Orgel)
- Werner Schreib (1925–1969), Bildende Kunst (Malerei, Grafik)
- Monika Schrickel, Bildende Kunst
- Hans Schröder (1930–2010), Bildende Kunst (Malerei, Plastik)
- Mathias Ludwig Schroeder (1904–1950), Literatur (Schriftsteller)
- Alwin Michael Schronen (* 1965), Musik (Komponist)
- Uli Schu, Darstellende Kunst (Kabarett), Musik (Gitarre, Liedermacher)
- Peter Schubert, Bildende Kunst
- Marc Schubring (* 1968), Musik (Komponist)
- Volker Schütz (* 1968), Bildende Kunst (Experimentalfilm, Fotografie)
- Jakob Schug, Bildende Kunst (Malerei, Grafik)
- Philipp Schug, Musik (Jazz-Posaune)
- Alf Schuler (* 1945), Bildende Kunst (Plastik)
- Alan Schuler, Darstellende Kunst (Schauspiel), Musik (Musical)
- Jean Schuler (1912–1984), Bildende Kunst
- Rudolf Schuler, Bildende Kunst
- Brigitte Schuller (1934–2016), Bildende Kunst
- Bernd Schulz, Darstellende Kunst (Film), Bildende Kunst (Kunstgeschichte)
- Elke Schwab (* 1964), Literatur (Kriminalromane)
- Freddy Schweitzer (1907–1950), Jazzmusiker
- Hans E. Schwender (1929–2006), Bildende Kunst (Malerei)
- Josef Schwindling (1912–1957), Bildende Kunst (Bildhauerei)
- Henning Sedlmeir (* 1967), Musik (Punkrock, Satire)
- Peter Paul Seeberger (1906–1993), Architektur
- Gertrud Seehaus (1934–2021), Literatur (Schriftstellerin)
- Schorsch Seitz, Musik (Gesang, Gitarre, Entertainment, Moderation)
- Ferdinand Selgrad (1927–2022), Glas- und Mosaikkünstler, Maler
- Jochen Senf (1942–2018), Darstellende Kunst (Schauspiel)
- Robert Sessler, (1914–1988) Bildende Kunst (Grafik)[8]
- Manfred Sexauer (* 1930; † 20. Juli 2014 in Saarbrücken), Darstellende Kunst (Rundfunk- und Fernsehmoderation)
- Jerscy Seymour, Bildende Kunst (Produktdesign)
- Uwe Sicks, Musik (Rock-Pop, Gitarre)
- Mike Siebler, Bildende Kunst
- Volker Sieben, Bildende Kunst (Malerei, Grafik)
- Theo Siegle (1902–1973), Bildende Kunst (Bildhauerei)
- Hans Simon (1897–1982), Musik (Komposition)
- Nikolaus Simon, Bildende Kunst (Plastik)
- Norbert Simon, Bildende Kunst (Plastik)
- Stanisław Skrowaczewski (1923–2017), Musik (Komposition, Dirigent)
- Ernst Sonnet, Bildende Kunst
- Fritz Soot (1878–1965), Musik (Gesang)
- Susanne Specht (* 1958), Bildende Kunst (Bildhauerei, Zeichnen)
- Werner Spengler, Bildende Kunst (Licht- und Medien), Architektur
- Peter Spiegel, Bildende Kunst (Malerei, Grafik, Kupferdruck)
- Willi Spiess (1909–1997), Bildende Kunst
- Manfred Spoo (* 1953), Darstellende Kunst (Kabarett, Moderation)
- Wolfgang Staudte (1906–1984), Filmregisseur
- Gerhard Stebner (1928–2001), Literatur
- Frieder Steffens, Bildende Kunst
- Christoph-Josef Steilen, Bildende Kunst (Malerei, Grafik)
- Markus Stein, Musik (Cembalo, Chor- und Orchesterleitung, Kirchenmusik)
- Florian Steiner, Darstellende Kunst (Schauspiel)
- Martin Steinert, (* 1959) Bildende Kunst (Bildhauerei)
- Otto Steinert (1915–1978), Fotografie
- Benedikt Steinmetz, Fotografie
- Erwin Steitz, Bildende Kunst
- Christine Steitz-Kramer, Bildende Kunst (Malerei, Grafik)
- Barbara Steitz-Lausen (1954-1921), Bildende Kunst (Malerei, Grafik)
- Balthasar Wilhelm Stengel (1748–1824), Architektur (Baumeister), Jurist
- Friedrich Joachim Stengel (1694–1787), Architektur
- Johann Friedrich Stengel (* 5. August 1746 in Saarbrücken; † ca. 1830 in St. Petersburg), Architektur
- Emma Stern, Bildende Kunst (Naive Malerei)
- Ruth Stern, Bildende Kunst (Malerei, Grafik)
- Klaus Stief, Literatur (Mundart)
- Roland Stigulinszky (1926–2022), Bildende Kunst (Grafik, Karikatur)
- Klaudia Stoll (* 1968), Bildende Kunst (neue Medien)
- Herbert Strässer (1930–2005), Bildende Kunst (Plastik)
- Rudolf Strassner (* 1928), Musik (Komposition, Klavier)
- Martin Straubel, Musik (Orchesterleitung, Klavier)
- Bob Strauch, Bildende Kunst, Mitbegründer des Tintenfisch, Vater von Oliver Strauch
- Oliver Strauch (* 1966), Musik (Jazz-Schlagzeug, Komposition, Musikpädagogik [Professur Jazz-Schlagzeug])
- Katja Strunz, Bildende Kunst (Skulptur)
- Günter Swiderski, Bildende Kunst, Fotografie

## T
- Christof Thewes (* 1964), Musik (Jazz-Posaune, Komposition)
- Christof Thome, Bildende Kunst (Malerei, Großflächenmalerei)
- Peter Tiefenbrunner (* 1952), Darstellende Kunst (Schauspiel, Kabarett)
- Hubert Tillermann, Musik (Folk, Blues, Jazz, ehemaliges Mitglied von Marx Rootschilt Tillermann)
- Benedikt Maria Trappen (* 1961), Autor
- Martha Traut, Bildende Kunst
- Werner Treib, Literatur (Mundart, Lyrik)
- Hans Treitz, Bildende Kunst (Plastik)
- Oskar Trepte, Bildende Kunst (Plastik, freie Malerei, Kunstpädagogik)
- Tromla (* 1975), Musik (Schlagzeug)
- Dieter Trost, Bildende Kunst (Künstler, Kunstpädagogik)
- Franck Turpin, Bildende Kunst (Plastik)
- Twin Gabriel, Bildende Kunst (Multimedia)

## U
- Karl Uhl (1886–1966), Literatur (Mundart-Lyrik <Saarpfalz>)
- Ingrid Ulrich-Schäfer, Bildende Kunst
- Mia Unverzagt, Bildende Kunst, Fotografie
- Monika Utasi, Musik (Gitarre, Gesang, Musikpädagogik) (Elementare Musikpädagogik)

## V
- Klaus Velten (* 1937), Musik (Chorleiter, Musiktheorie, Musikpädagogik)
- Maxim Vengerov (* 1974), Musik (Geige, Musikpädagogik)
- Christoph Vester, Bildende Kunst (Plastik), Architektur
- Rolf Viva, Bildende Kunst
- Andreas Vogel (* 1952), Musik (Liedermacher)
- Claudia Vogel, Bildende Kunst
- Manfred Vogel, Bildende Kunst
- Heinz Vogelgesang, Bildende Kunst
- Mark Vogelgesang, Fotografie
- Christoph Voll (1897–1939), Bildende Kunst (Plastik)
- Sebastian Voltz (* 1980), Musik (Pianist; Klassik, Klezmer, Jazz)
- Ulrich Voss, Musik (Cellist, Pädagoge, Dirigent)

## W
- Jacqueline Wachall (* 1965), Bildende Kunst (Neue Medien, Malerei)
- Gabi Wagner (* 1958), Bildende Kunst
- Paul-Antonius Wagner, Bildende Kunst
- Alena Wagnerová (* 1936), Literatur
- Markus Waldura, Literatur (Prosa, Lyrik)
- Tamás Waliczky (* 1959), Bildende Kunst (Neue Medien)
- Georg Waltenberger (1865–1961), Bildende Kunst (Malerei)
- Daniel Weber (* 1989), Musik (Schlagzeug)
- Gregor Weber (* 1968), Darstellende Kunst (Schauspiel)
- Norbert Weber, Künstler
- Wilhelm Weber (1918–1999), Bildende Kunst (Kunsthistoriker, Kunstkritiker, Museumsdirektor)
- Hermann Wedekind (1910–1998), Darstellende Kunst (Schauspiel, Oper, Regie, Theaterintendanz), Musik (Gesang)
- Otto Weil (1884–1929), Bildende Kunst (Malerei, Grafik)
- Martin Weinert (* 1961), Musik (Jazz-Kontrabass, E-Bass)
- Susan Weinert (1965–2020), Musik (Jazz-Gitarre)
- Chris Weinheimer (* 1964), Musik (Jazz-Komposition)
- Walther Weis (1890–1968), Maler, Expressiver Realismus
- Albert Weisgerber (1878–1915), Bildende Kunst
- Walther Weis (1890–1968), Bildende Kunst
- Anne Welte, Darstellende Kunst (Schauspiel, Musical), Musik (Gesang)
- Ferdi Welter (1903–1974), Darstellende Kunst (Schauspiel, Rundfunk-Moderation)
- Martin Welzel (* 1972), Musik (Orgel, Musikpädagogik)
- Matthias Wierig, Musik (Klavier, Musikpädagogik, Liedgestaltung)
- Elizabeth Wiles, Musik (Gesang – Sopran), Darstellende Kunst (Schauspiel)
- Cilli Willeke (* 1929), Bildende Kunst
- Claas Willeke (1966–2013), Musik (Klarinette, Saxophon, elektronische Musik, Musikpädagoge <Jazz>)
- Günther Willeke (1928–2015), Bildende Kunst
- Yaron Windmüller, Musik (Gesang, Klavier, Orchesterleitung, Musikpädagogik)
- Georg Winter (* 1962), Bildende Kunst (Bildhauerei)
- Matthias Winzen, Bildende Kunst (Bildhauerei, Kunstgeschichte)
- Norbert Witte, Bildende Kunst (Grafik, Zeichnung)
- Bernhard Wittmann (* 1964), Musik (Keyboard, Soundtrack)
- Jürgen Woenne, Darstellende Kunst (Regie, Dramaturgie)
- Thomas Wojciechowicz, Bildende Kunst
- Erna Woll (1917–2005), Komponistin
- Karl August Woll (1834–1893), Pfälzer Mundartdichter
- Walter Wolter, Literatur (Short Story)
- Théo Wolters, Bildende Kunst
- Fred Woywode, Darstellende Kunst (Schauspiel)

## Z
- Markus Zahnhausen (1965–2022), Musik (Blockflötist, Komponist)
- Héctor Zamora, Musik (spanische Gitarre, Gesang)
- Eddi Zauberfinger, Musik (Kinderlieder, Musical)
- Dorothea Zech (1929–2017), Bildende Kunst (Textiles Gestalten)
- Hans Zender (1936–2019), Musik
- Otto Zewe (1921–2003), Bildende Kunst (Bildhauerei)
- Bob Ziegenbalg, Darstellende Kunst (Schauspieler, Regisseur)
- Max Ziegert (1922–2003), Fotografie
- Peter Zimmermann (* 1955), Darstellende Kunst (Filmregie)
- Tabea Zimmermann (* 1966), Musik (Viola, Musikpädagogik)
- Ulrike Zimmermann (* 1960), Filmproduzentin
- Deana Zinßmeister, Literatur (Roman)
- Stefan Zintel, Bildende Kunst
- Fritz Zolnhofer (1896–1965), Bildende Kunst (Malerei)
- Monika Zorn (* 1941), Fotografie[9]
- Albrecht Zutter (* 1940), Literatur (Lyrik, Verlagswesen)
- Till Zwingenberger, Bildende Kunst (Bildhauerei – Metall)